# Lars Stiernstam
Lars Stiernstam, född 24 december 1737 i Stockholm, död 29 mars 1804 på överstelöjtnantsbostället Kungsgården i Folkärna socken, var en svensk militär.
Lars Stiernstam var son till amiralitetskammarrådet Lars Mozelius, adlad Stiernstam, och Elisabeth Hartzell. Han blev student vid Uppsala universitet 1748, kadett vid artilleriregementet 1751 och kunglig livdrabant 1757. Stiernstam blev löjtnant vid Löwenfelsiska regementet i Stralsund 1761 och deltog där i Pommerska kriget Han blev kapten i armén samma år och kapten vid Västmanlands regemente 1762. Stiernstam blev major där 1777 och överstelöjtnant 1785. Han deltog i Gustav III:s ryska krig och blev 1790 för sina insatser efter undertecknandet av freden i Värälä framför sitt regemente av Gustav III utnämnd till överste i armén. Stiernstam blev sekundchef sistnämnda år, 1800 befordrad till generalmajor och 5 februari 1804 till ordinarie chef för Västmanlands regemente. Han blev 1779 riddare av Svärdsorden.